# Campeonato Mundial Femenino de Ajedrez 2016
El 39º Campeonato mundial femenino de ajedrez se desarrolló en marzo del año 2016 en Leópolis. Esta edición enfrentó a la campeona del mundo Mariya Muzychuk contra Hou Yifan, ganadora de la serie de Grand Prix. En esta edición, Hou recuperó su título tras haberlo perdido el año anterior.

## Grand Prix
El Grand Prix consistió de un circuito de 6 campeonatos alrededor del mundo donde las mejores jugadoras del mundo se enfrentaban entre sí. De acuerdo a sus posiciones en dichos campeonatos, se les otorgaba una cierta cantidad de puntos. Al final de los seis campeonatos, los puntos de las mejores tres actuaciones se sumarían para determinar a la campeona. En esta edición, Hou fue nuevamente la ganadora de este circuito, por lo que obtuvo el derecho de retar a Muzychuk por el título.
| pos. | Jugadora              | Génova 2013 | Dilijan 2013 | Tashkent 2013 | Janty 2014 | Lopota 2014 | Sharjah 2014 | Total |
| ---- | --------------------- | ----------- | ------------ | ------------- | ---------- | ----------- | ------------ | ----- |
| 1    | Hou Yifan             | 45          |              |               | 160        | 160         | 145          | 465   |
| 2    | Koneru Humpy          |             | 160          | 160           |            | 50          | 60           | 380   |
| 3    | Ju Wenjun             | 75          |              | 70            |            | 120         | 145          | 340   |
| 4    | Anna Muzychuk         | 130         | 120          |               | 85         | 50          |              | 335   |
| 5    | Nana Dzagnidze        | 100         | 120          |               | 65         | 90          |              | 310   |
| 6    | Bela Khotenashvili    | 160         | 10           | 120           |            | 20          |              | 300   |
| 7    | Katerina Lagno        | 60          |              | 120           | 85         |             |              | 265   |
| 8    | Dronavalli Harika     |             | 60           | 85            |            | 75          | 87.5         | 247.5 |
| 9    | Anna Ushenina         | 75          | 80           |               | 45         |             | 87.5         | 242.5 |
| 10   | Tatiana Kosintseva    | 100         | 90           |               | 15         |             | 40           | 230   |
| 11   | Zhao Xue              |             |              | 85            | 45         | 30          | 87.5         | 217.5 |
| 12   | Alexandra Kosteniuk   | 45          |              | 55            | 110        | 50          |              | 215   |
| 12   | Olga Girya            | 10          | 30           | 55            | 130        |             |              | 215   |
| 14   | Elina Danielian       |             | 30           | 40            |            | 120         | 50           | 210   |
| 15   | Antoaneta Stefanova   |             | 60           | 30            | 65         | 75          |              | 200   |
| 16   | Batchimeg Tuvshintugs | 20          | 60           |               | 15         |             | 87.5         | 167.5 |
| 17   | Nafisa Muminova       |             |              | 20            | 30         | 10          | 20           | 70    |
| 18   | Viktorija Cmilyte     | 30          | 30           |               |            |             |              | 60    |
| 19   | Zhu Chen              |             |              |               |            |             | 30           | 30    |
| 20   | Guliskhan Nakhbayeva  |             |              | 10            |            |             |              | 10    |
| 20   | Alina L'Ami           |             |              |               |            |             | 10           | 10    |

## Muzychuk vs. Hou
El Campeonato del mundo se disputó mediante un encuentro a 10 partidas donde la primera jugadora en obtener 5½ puntos sería consagrada campeona.
|                 | Rtg. | 1 | 2 | 3 | 4 | 5 | 6 | 7 | 8 | 9 | 10 | Total |
| --------------- | ---- | - | - | - | - | - | - | - | - | - | -- | ----- |
| Mariya Muzychuk | 2563 | ½ | 0 | ½ | ½ | ½ | 0 | ½ | ½ | 0 |    | 3     |
| Hou Yifan       | 2667 | ½ | 1 | ½ | ½ | ½ | 1 | ½ | ½ | 1 |    | 6     |